# Obnova (Francie)

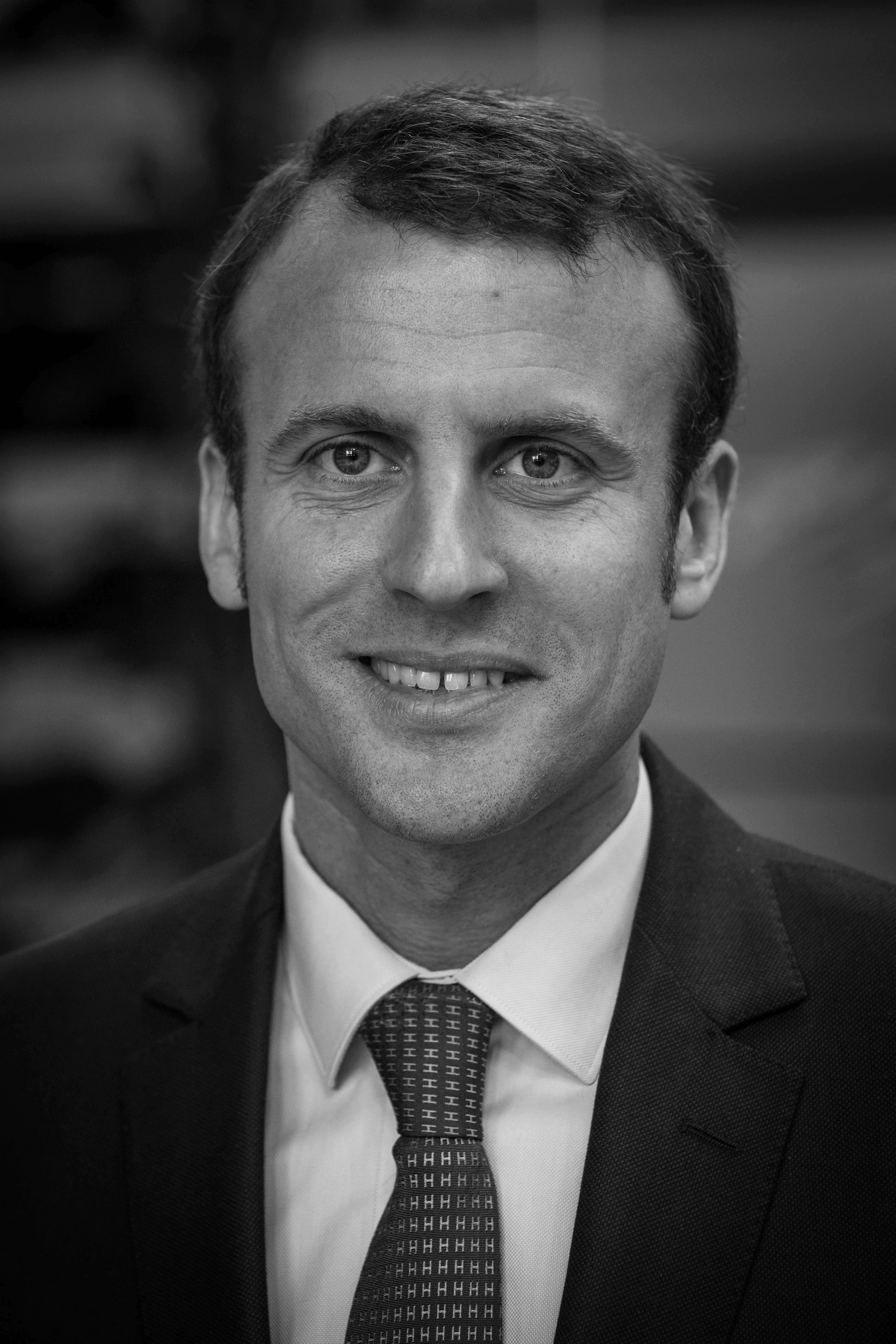
Francouzský prezident Emmanuel Macron, zakladatel hnutí En Marche!

Obnova (francouzsky Renaissance, zkráceně RE) je francouzská sociálně-liberální politická strana založená 6. dubna 2016 ministrem hospodářství a průmyslu Emmanuelem Macronem jako En Marche! (Vpřed! nebo Na pochod!; zkratka EM !) a s oficiálním názvem Association pour le renouvellement de la vie politique („Sdružení pro obnovu politického života“). Macron za stranu kandidoval v květnových prezidentských volbách 2017 a po vítězství se stal francouzským prezidentem. Do parlamentních voleb 2017 se strana přejmenovala na La République en marche!.
Macron stranu charakterizoval jako progresivní hnutí spojující pravici a levici. Ačkoli sám nikdy nezmínil, že se stranické iniciály shodují s iniciálami jeho jména, tisk se na tento fakt zaměřil.

## Historie
Strana En Marche! byla založena 6. dubna 2016 v Amiensu Emmanuelem Macronem. Po prezidentských volbách roku 2017 se zúčastnila také francouzských parlamentních voleb 2017 pod názvem La République en marche (překládáno Vpřed republiko, Republika v pohybu). Strana byla zaregistrována na adrese Laurenta Bigorgna, ředitele think tanku Institut Montaigne.

## Ideologie
I když byl Macron v letech 2006–2009 členem Socialistické strany a následně nezávislý do roku 2016, En Marche! se snažilo překročit tradiční politické hranice a být nadstranickou organizací. Sám Macron ji popsal jako progresivní stranu sjednocující levici a pravici. Pozorovatelé a političtí komentátoři popsali stranu jako liberální až sociálně liberální a centristickou.
Akademičky Marta Lorimerová a Susan Milnerová také spojily En Marche! s takzvanou třetí cestou, ideologií, která dominovala u středolevých stran v devadesátých letech 20. století. Strana byla také přirovnána ke španělské liberální straně Ciudadanos a Macron k jejímu předsedovi Albertu Riverovi.

## Členství
En Marche! považuje za člena každou osobu, která doložila své identifikační údaje (datum narození, email, adresa, telefonní číslo) a dodržuje stanovy hnutí. Na rozdíl od ostatních politických stran En Marche! nevyžaduje od členů žádné peněžní příspěvky. Emmanuel Macron uvádí, že je možné se připojit k En Marche a zároveň zůstat členem jiné francouzské politické strany.
10. dubna 2016, několik dní po založení hnutí, potvrdil Macron 13 000 přívrženců (členů). Novináři z Le Canard enchaîné ho následně obviňovali z nafukování skutečnosti a tvrdili, že 13 000 je jen počet kliknutí na jeho internetových stránkách. Ismaël Emelien, Macronův poradce, objasnil, že každý přívrženec podepíše hodnotové stanovy a následně má hlas na sjezdu hnutí. Dodal, že tito lidé nemají nic společného s těmi, kteří se na stránkách pouze přihlásili k odběru novinek, jejich počet je samozřejmě větší. Sylvain Fort, další Macronův poradce, potvrdil, že hnutí ověřuje emailové adresy přívrženců, ale přiznal také, že systém spoléhá na poctivost každého přívržence.
En Marche! mělo v září 2016 již 80 000 přívrženců. Deník Le Monde napsal, že pokud je toto číslo přesné, dělá En Marche! jednou z předních politických stran ve Francii. V říjnu Macron konstatoval, že En Marche! „šlape na paty“ Socialistické straně, a to už po sedmi měsících své existence. Podle Mediapart přívrženci hnutí zahrnovali především výše postavení lidé, mělo ve svých řadách však jen pár funkcionářů, zemědělců a nezaměstnaných. Mnoho lidí se nikdy neangažovalo v politice, většina svůj zájem projevila jen tím, že na webových stránkách zanechali své osobní údaje.
Hnutí si bere za inspiraci participační model Désir d'avenir, hnutí socialistky Ségolène Royalové, a zamýšlí se nad důvěryhodností zápisu jednotlivých členů podle Pascala Terrasse, bývalého lídra Désir d'avenir. Podle Libération se hnutí opírá o pyramidální systém zápisu, inspirovaný kampaněmi Baracka Obamy v letech 2008 a 2012.
Díky tomuto participačnímu modelu má každý příznivec En Marche! možnost se přidat nebo vytvořit místní organizaci hnutí. Každá z těchto organizací je vedena jedním nebo více přívrženci, kteří organizují místní akce, schůzky a debaty zaměřené na myšlenky a hodnoty propagované hnutím. En Marche v prosinci roku 2016 registrovala více než 2 600 těchto organizací.

## Volební výsledky

### Prezidentské volby 2017
| Rok  | Kandidát        | 1. kolo   | 1. kolo | 2. kolo    | 2. kolo | Vítězná strana |
| Rok  | Kandidát        | hlasy     | %       | hlasy      | %       | Vítězná strana |
| ---- | --------------- | --------- | ------- | ---------- | ------- | -------------- |
| 2017 | Emmanuel Macron | 8 656 346 | 24,01   | 20 703 631 | 66,06   | En Marche!     |
| 2022 | Emmanuel Macron | 9 783 058 | 27,85   | 18 768 639 | 58,5    | En Marche!     |

### Parlamentní volby 2017
| Rok  | 1. kolo   | 1. kolo | 2. kolo   | 2. kolo | Mandáty | Vítězná strana |
| Rok  | hlasy     | %       | hlasy     | %       | Mandáty | Vítězná strana |
| ---- | --------- | ------- | --------- | ------- | ------- | -------------- |
| 2017 | 6 391 269 | 28,21   | 7 826 245 | 43,06   | 308     | En Marche!     |